# Jedność Ludowa
Jedność Ludowa (JL) – odłam polskiego ruchu ludowego istniejący w 1923 i 1926. Powstał w maju 1923, oddzielając się od PSL „Piast”. W listopadzie 1923 wszedł w skład partii PSL „Wyzwolenie”. Ponownie usamodzielnił się w styczniu 1926, oddzielając się od PSL „Wyzwolenie”. W marcu 1926 połączył się z partią Związek Chłopski, współtworząc Stronnictwo Chłopskie. Przywódca: Jan Dąbski. Organ prasowy: „Gazeta Ludowa”. 